# 蒙克洛亞宮
蒙克洛亞宮（西班牙語：Palacio de La Moncloa）是位於西班牙首都馬德里蒙克洛亚-阿拉瓦卡区的一座建築。自1977年開始，該建築就是西班牙首相的官邸。在西班牙，蒙克洛亞是中央政府的代稱，尤其是與地方政府相對時。

## 外部連結
- Official website of the Presidency of the Government of Spain （页面存档备份，存于）